# Poliopastea hesione
Poliopastea hesione là một loài bướm đêm thuộc phân họ Arctiinae, họ Erebidae.